# Sampler

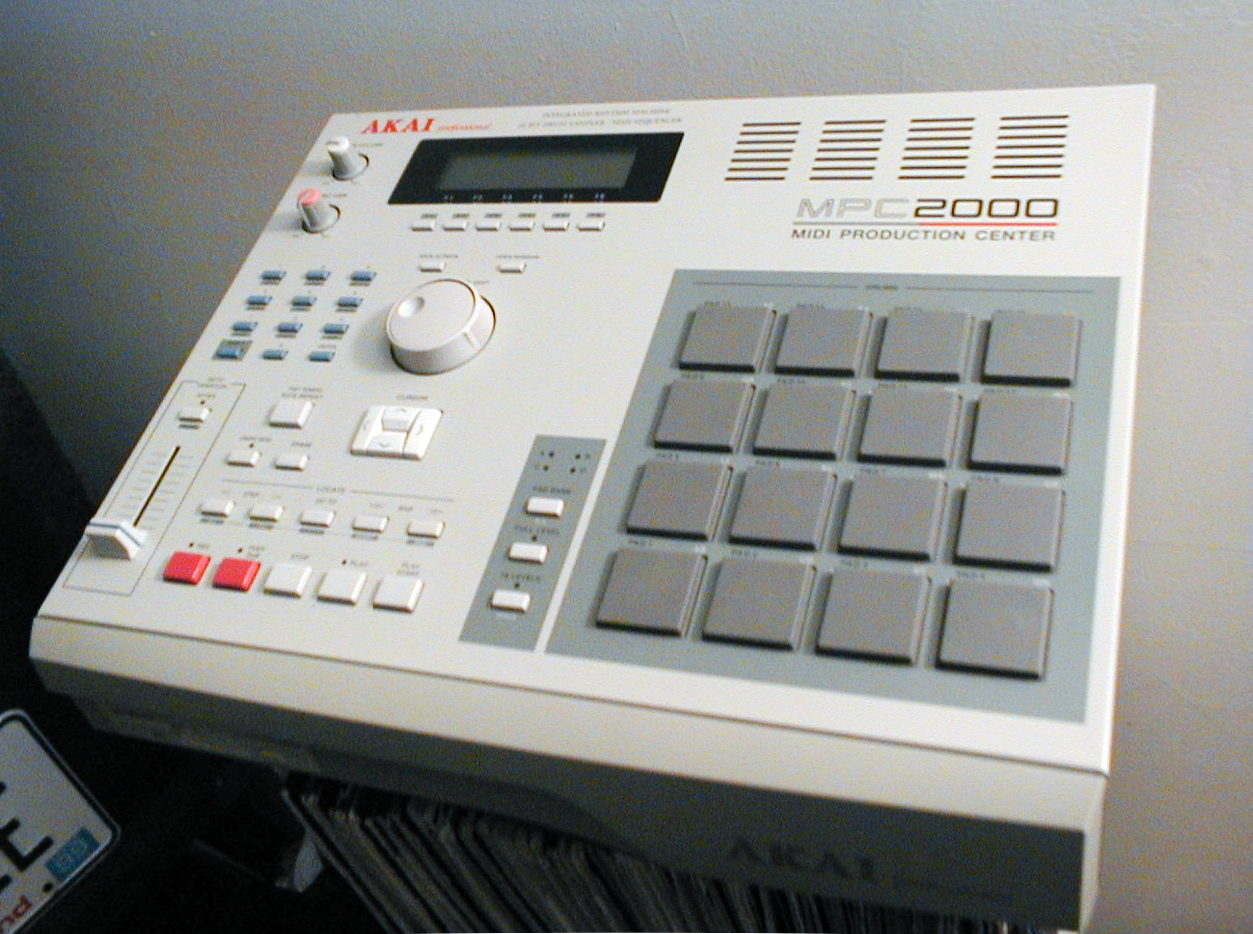
Un sampler AKAI MPC2000.

Un sampler es un instrumento musical electrónico similar en algunos aspectos a un sintetizador pero que, en lugar de generar sonidos, utiliza grabaciones (o samples) de sonidos que son cargadas o grabadas en el  mismo por el usuario para ser reproducidas mediante un teclado, un secuenciador u otro dispositivo para interpretar o componer música. Dado que estos samples son guardados hoy en día mediante memoria digital su acceso es rápido y sencillo. El pitch de un sample puede modificarse para producir escalas musicales o acordes. 
A menudo los samplers incluyen filtros, modulación mediante low frequency oscillation y otros procesos similares a los de un sintetizador que permiten que el sonido original sea modificado de diferentes maneras. La mayor parte de los samplers tienen funciones polifónicas, esto es, pueden tocar más de una nota al mismo tiempo. Muchos también son multitímbricos, pudiendo tocar diferentes sonidos al mismo tiempo.

## Origen y evolución

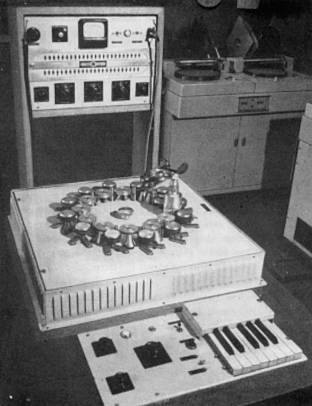
Fonógeno.

El origen del Sampler se remonta a los años 1950, a partir de los denominados dispositivos fonógenos  de laboratorio consistentes en una cinta magnética circular montada sobre un tambor de cabezales y cuya velocidad de reproducción era controlada por un circuito conectado a un pequeño teclado musical, permitiendo generar todos los tonos sobre cualquier sonido previamente grabado. Karlheinz Stockhausen, Pierre Boulez, Pierre Schaeffer, Morton Subotnick o Iannis Xenakis fueron algunos de los músicos y compositores que comenzaron a explorar las posibilidades de este tipo de instrumentos en campos experimentales de la época como la música estocástica, la música concreta y la tape music.
En los años 1960 aparece el melotrón, considerado el verdadero precursor analógico de los modernos samplers. De forma análoga a los viejos fonógenos, el melotrón controlaba un sistema de cinta a través de su teclado. Una de las diferencias es que el sistema de cinta no era cerrado y además poseía varias pistas. La cinta, de pocos segundos de duración, era rebobinada automáticamente al llegar al final. Una de las principales desventajas (compartida con los fonógenos) es que el tiempo de ataque era lento, es decir, el motor que controlaba la cinta requería cierto tiempo para pasar de tonos muy graves a muy agudos o viceversa, en función del intervalo que se ejecutara. Otro de los motivos por el que es notable el melotrón es que fue el primer instrumento de esta clase en usarse en música pop, por grupos como The Beatles, The Rolling Stones, The Moody Blues o King Crimson.
A finales de los años 1970, y gracias al avance de la electrónica digital, aparece en Australia gracias a Kim Ryrie y Peter Vogel el Fairlight CMI, el primer sampler digital. Se suele destacar a Trevor Horn, productor de The Buggles, Peter Gabriel, Art of Noise o Frankie Goes To Hollywood como pioneros en su uso. El tecladista de fusión Herbie Hancock también le dio uso. La difusión del uso del sampler se hace realmente patente cuando la compañía E-Mu saca al mercado su famosa serie Emulator a principios de los años 1980, siendo Depeche Mode, Kraftwerk, Stevie Wonder, New Order y Devo algunos de sus grandes abanderados.

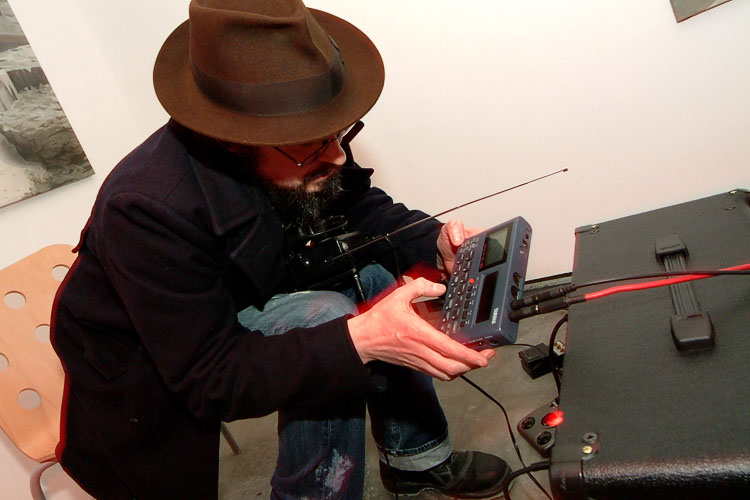
Un músico utilizando un sampler Yamaha SU10.

La creciente demanda de aparatos que permitieran tomar muestras sonoras hizo posible que marcas como Akai (módulos S900 y S950) y especialmente Ensoniq, con el Mirage de 1984 (el primer sampler con un precio inferior a los 2000 dólares), hicieran posible llevar el sampling a un nivel más accesible.
Un golpe en el mercado de los samplers resultaron ser los modelos de E-Mu SP-12, y especialmente su modelo superior Emu SP-1200. Este último es un sampler creado esencialmente como caja de ritmos para sonidos capturados. Tenía unas características especiales que lo hicieron el instrumento favorito de los productores de la conocida como "edad de oro del hip hop" a comienzos de los años 1990. Akai, viendo el arrollador éxito en el mercado del SP-1200, fue más allá con su serie MPC, una especie de híbrido entre un SP-1200 con mucha más memoria y un secuenciador MIDI.

## Descripción

### Interfaz
Normalmente, el sampler se controla mediante un teclado musical añadido u otra fuente MIDI externa. Cada nota-mensaje recibida por el sampler permite acceder a un sample particular.  son disponibles a lo largo del teclado, asignándose cada uno a una nota o grupo de notas. Mediante el keyboard tracking se puede modificar el pitch del sample. A los grupos de notas a los que se asigna un sample individual se les suele denominar en inglés keyzone, y al conjunto de zonas resultante keymap. 
En general, los samplers pueden interpretar cualquier tipo de audio grabado y la mayoría ofrecen posibilidades de edición que permiten al usuario modificar y procesar el sonido, y aplicarle un amplio rango de efectos, lo que convierte al sampler en una herramienta musical versátil y poderosa.

### Jerarquía
Un sampler se organiza mediante una jerarquía de estructuras de datos que crecen en complicación. En la base están los samples, grabaciones individuales de cualquier sonido, grabadas a una tasa de sample y resolución particulares. Un pitch central de referencia indica la frecuencia actual de la nota grabada. Los samples también pueden convertirse en loops mediante la definición de puntos en los que una sección repetida del sample comienza y termina, permitiendo que un sample relativamente corto pueda ser tocado infinitamente. En algunos casos, se indica un "loop crossfade", lo que permite que las transiciones sean menos obvias en el punto del loop suavizando y atenuando el final y el comienzo del loop.
Los keymaps se organizan en instrumentos. En este nivel, se pueden añadir parámetros para definir como son tocados los keymaps. Pueden aplicarse filtros para cambiar el color del sonido, al tiempo que los low frequency oscillators permiten dar forma a la amplitud, el pitch, el filtro u otros parámetros del sonido. Los instrumentos pueden tener múltiples capas de keymaps, lo que permite tocar más de un sample al mismo tiempo y cada capa de keymap puede tener un rango de parámetros diferente. Por ejemplo, dos capas pueden tener una sensibilidad diferente a la velocidad de la nota de entrada, lo que altera el tímbre resultante de acuerdo a lo fuerte que la nota sea tocada.

### Especificaciones
Los samplers pueden clasificarse en función de diferentes especificaciones:  
- Polifonía:  cuántas voces puede interpretar simultáneamente.
- Espacio de sample:  cuánta memoria tiene disponible para cargar samples.
- Canales:  cuántos canales MIDI diferentes tiene disponible para diferentes instrumentos.
- Profundidad de bit: cuánto resolución de sample puede soportar.
- Outputs: cuántos outputs discretos de audio tiene disponibles.

## Problemas derivados de su uso
La utilización de un sampler puede implicar problemas de tipo legal, ya que "samplear" en muchas ocasiones equivale a usar muestras de los discos de otros artistas, lo que no siempre se hace con el consentimiento del titular de los derechos del fonograma sampleado. En los años 1990, varios autores y compañías discográficas ganaron pleitos en los que reclamaban a productores de música hip hop los derechos de autor de sonidos que habían reproducido utilizando un sampler. Desde entonces, los discos de hip hop son estudiados por estas compañías, incluso llegando a realizar procesos de calidad respecto a las muestras tomadas de otros artistas comprobando así que cumplan con la ley. Generalmente, los aspectos legales se arreglan mediante contratos antes de sacar el disco al mercado.

## Principales fabricantes de samplers
- Akai
- E-Mu
- Ensoniq
- Fairlight
- Korg
- Yamaha
- Roland